# Mascali (przystanek kolejowy)
Mascali (wł. Stazione di Mascali) – przystanek kolejowy w Mascali, w prowincji Katania, w regionie Sycylia, we Włoszech. Stacja znajduje się na linii Mesyna – Syrakuzy
Według klasyfikacji RFI ma kategorię brązową.

## Linie kolejowe
- Linia Mesyna – Syrakuzy